# Alessio Scarpi
Alessio Scarpi (* 19. April 1973 in Jesolo) ist ein ehemaliger italienischer Fußball-Torwart.

## Karriere
Alessio Scarpi begann seine Karriere bei Cagliari Calcio, wo er bereits die Jugendauswahlen durchlaufen hatte. Obwohl der Torhüter vier Jahre bei Cagliari unter Vertrag stand, wurde er in keinem Serie-A-Spiel eingesetzt. Im Jahr 1995 wechselte er in die Serie B zu Reggina Calcio. Es gelang ihm sogleich sich einen Stammplatz zu sichern und bei den Kalabriern zahlreiche Ligapartien zu absolvieren. Zwei Jahre später kehrte er zu seinem Jugendverein Cagliari Calcio zurück, bei dem er diesmal als Stammtorwart eingesetzt wurde und mit Cagliari je einen Auf- und Abstieg durchlebte.
Als in der Saison 2000/01 die erneute Promotion für die Serie A deutlich verfehlt wurde, entschloss sich Scarpi den Verein zu verlassen und bei der AC Ancona zu unterschreiben. Auch mit Ancona gelang ihm nach der Saison 2002/03 der Aufstieg in die höchste italienische Spielklasse. In der darauffolgenden Saison platzierte er sich mit der Mannschaft jedoch abgeschlagen als Tabellenletzter auf einem Abstiegsplatz. Der Torhüter unterzeichnete bereits im Januar 2004 einen Vertrag beim Zweitligisten CFC Genua, um dem Abstieg aus der höchsten Liga zuvorzukommen. Tatsächlich erspielte sich Ancona nur 13 Punkte bei nur 21 erzielten Saisontoren und 70 Gegentreffern und präsentierte sich somit nicht erstligatauglich.
Mit den Genuesen konnte er sich in den ersten beiden Spielzeiten in der Serie B halten und wäre nach der Saison 2004/05 als Erstplatzierter mit 76 Zählern wieder in die Serie A aufgestiegen. Aufgrund Spielmanipulationen wurde der Verein jedoch zum Zwangsabstieg in die Serie C1 verurteilt. In zwei Jahren, in denen Scarpi nur noch als Ersatztorhüter agierte, gelang mit zwei Aufstiegen der Durchmarsch in die Serie A. Scarpi kam inzwischen nur noch sporadisch zum Einsatz, da er durch Rubinho und später durch Marco Amelia verdrängt wurde.